# Майде, Яан
Я́ан Ма́йде эст. Jaan Maide (30 мая 1896 — 10 августа 1945) — офицер Российской императорской армии, затем — Эстонской армии, принимавший участие в Первой мировой войне, в Эстонской войне за независимость и во Второй мировой войне. В 1944 году правительством Отто Тийфа он был назначен главнокомандующим Эстонской армии. 

## Биография
Яан Майде родился 30 мая 1896 года в Вана-Каристе в семье Иоганна и Лио Майде.
В 1915 году Майде был призван в Российскую императорскую армию. В 1916 году окончил школу прапорщиков в Киеве  и с 1917 по 1918 год служил в Латышском стрелковом полку. 
Следуя Декларации независимости Эстонии, Майде присоединился к только что образовавшейся эстонской армии, где он был назначен командующим 1-й ротой 6-го полка. Он командовал своим подразделением во время эстонской войны за независимость и 12 февраля 1920 года получил чин лейтенанта. 
После войны Майде остался в армии. Окончил курс военной академии Генерального штаба в 1923 году и получил звание капитана. С 1923 по 1927 год служил генеральным штатным офицером. В 1927 году он был назначен начальником штаба Союза обороны Эстонии (Кайтселийт). 24 февраля 1933 года его повысили до полковника. С 30 ноября 1934 года по 30 ноября 1935 года командовал бронетанковым полком, прежде чем вернуться на прежнее место в качестве начальника штаба Лиги обороны Эстонии. 1 февраля 1940 года был назначен командующим вновь созданной 4-й дивизией, базирующейся в Вильянди.
Майде пережил первую советскую оккупацию. Во время немецкой оккупации Эстонии в годы Второй мировой войны Майде был начальником штаба, а затем командиром «Омакайтсе» (территориальной обороны), основанным эстонским самоуправлением Генерального округа Эстония. 
Вслед за немецким отступлением и советским наступлением в сентябре 1944 года  правительство Отто Тиифа предприняло последнюю попытку восстановить независимость Эстонии. 18 сентября 1944 года Майде был назначен Главнокомандующим Вооруженными Силами, а 21 сентября произведён в генерал-майоры. Несмотря на попытки реформировать армию, план защиты Эстонии потерпел неудачу. Таллин пал 22 сентября 1944 года, а сам Майде 9 октября 1944 года был взят в плен в Муналаскме. 
24 октября 1944 года Майде доставили в Бутырскую тюрьму в Москве, где после допросов его расстреляли 10 августа 1945 года по приговору советского суда.

## Семья
Яан Майде был женат на Фридерике Альбер (22 июня 1902—29 августа 1939). 

## Награды
- Крест Свободы 2-го класса 3-й степени (15 сентября 1920)[5]
- Военный орден Лачплесиса 3-й степени (28 ноября 1924) (Латвийская республика)
- Орден Эстонского Красного Креста 2-го класса 2-й степени (20 февраля 1928)
- Орден Орлиного креста 3-й степени (27 мая 1930)
- Орден Белой звезды 3-й степени (24 февраля 1938)